# Robert Clavel (décorateur)
Pour les articles homonymes, voir Clavel.
 (mars 2017).
Si vous disposez d'ouvrages ou d'articles de référence ou si vous connaissez des sites web de qualité traitant du thème abordé ici, merci de compléter l'article en donnant les références utiles à sa vérifiabilité et en les liant à la section « Notes et références ».
Robert Joseph Clavel, né le 15 octobre 1912 à Paris 1er et mort le 14 juillet 1991 à Paris 7e, est un chef décorateur et directeur artistique français.

## Biographie
Après des études à l'École des beaux-arts de Paris, Robert Clavel aborde le cinéma comme assistant de Max Douy et Robert Lavallée sur Les Dames du bois de Boulogne de Robert Bresson (1945, avec Maria Casarès et Elina Labourdette), et de Léon Barsacq sur L'Idiot de Georges Lampin (1946, avec Gérard Philipe et Edwige Feuillère), Les Dernières Vacances de Roger Leenhardt (1948, avec Odile Versois et Michel François), Maya de Raymond Bernard (1949, avec Viviane Romance et Jean-Pierre Grenier) et Pattes blanches de Jean Grémillon (1949, avec Fernand Ledoux et Suzy Delair).
Il devient lui-même chef décorateur sur Tous les chemins mènent à Rome de Jean Boyer (1949, avec Micheline Presle et Gérard Philipe), dont Léon Barsacq est maquettiste, puis L'Invité du mardi de Jacques Deval (1950, avec Bernard Blier et Madeleine Robinson) et La Valse de Paris de Marcel Achard (1950, avec Yvonne Printemps et Pierre Fresnay). Parmi ses films notables dans la vingtaine d'années qui suit, mentionnons L'Amour, Madame de Gilles Grangier (1952, avec Arletty et François Périer), Le Comte de Monte-Cristo de Robert Vernay (1954, avec Jean Marais et Lia Amanda), Signé Arsène Lupin d'Yves Robert (1959, avec Robert Lamoureux et Alida Valli), ou encore Belle de jour de Luis Buñuel (1967, avec Catherine Deneuve et Jean Sorel).
Les réalisateurs avec lesquels Robert Clavel collabore le plus durant sa carrière (comprenant près de quatre-vingts films français, parfois en coproduction) sont Henri Verneuil (douze films, dont Un singe en hiver en 1962, avec Jean Gabin et Jean-Paul Belmondo) et André Cayatte (dix films). Ce dernier réalise notamment les quatre derniers films du chef décorateur, Verdict (1974, avec Jean Gabin et Sophia Loren), À chacun son enfer (1977, avec Annie Girardot et Bernard Fresson), La Raison d'État (1978, avec Jean Yanne et Monica Vitti), et enfin L'Amour en question (1978, avec Annie Girardot et Bibi Andersson).  

## Filmographie
(à priori complète)

### Comme assistant décorateur
- 1945 : Les Dames du bois de Boulogne de Robert Bresson
- 1946 : L'Idiot de Georges Lampin
- 1948 : Les Dernières Vacances de Roger Leenhardt
- 1949 : Maya de Raymond Bernard
- 1949 : Pattes blanches de Jean Grémillon

### Comme chef décorateur (ou directeur artistique)
(films français ou coproductions le cas échéant)
- 1949 : Tous les chemins mènent à Rome de Jean Boyer
- 1950 : L'Invité du mardi de Jacques Deval
- 1950 : La Valse de Paris de Marcel Achard
- 1950 : Les Anciens de Saint-Loup de Georges Lampin
- 1951 : Maître après Dieu de Louis Daquin
- 1951 : Knock de Guy Lefranc
- 1951 : Passion de Georges Lampin
- 1951 : Une histoire d'amour de Guy Lefranc
- 1952 : Les Dents longues de Daniel Gélin
- 1952 : Elle et moi de Guy Lefranc
- 1952 : L'Amour, Madame de Gilles Grangier
- 1953 : L'Amour d'une femme de Jean Grémillon
- 1953 : Lettre ouverte d'Alex Joffé
- 1953 : Virgile de Carlo Rim
- 1954 : Votre dévoué Blake de Jean Laviron
- 1954 : Papa, Maman, la Bonne et moi de Jean-Paul Le Chanois
- 1954 : Les Impures de Pierre Chevalier
- 1954 : Le Comte de Monte-Cristo de Robert Vernay (film franco-italien)
- 1954 : Le Mouton à cinq pattes d'Henri Verneuil
- 1955 : Les Hommes en blanc de Ralph Habib
- 1955 : Les Hussards d'Alex Joffé
- 1955 : Les Évadés de Jean-Paul Le Chanois
- 1956 : La Loi des rues de Ralph Habib
- 1956 : La vie est belle de Roger Pierre et Jean-Marc Thibault
- 1956 : Papa, maman, ma femme et moi de Jean-Paul Le Chanois
- 1956 : Des gens sans importance d'Henri Verneuil
- 1956 : Club de femmes de Ralph Habib
- 1957 : L'Homme à l'imperméable de Julien Duvivier (film franco-italien)
- 1957 : Charmants Garçons d'Henri Decoin
- 1957 : Donnez-moi ma chance de Léonide Moguy
- 1957 : Méfiez-vous fillettes d'Yves Allégret
- 1957 : Le rouge est mis de Gilles Grangier
- 1958 : Le Bourgeois gentilhomme de Jean Meyer
- 1958 : Maxime d'Henri Verneuil
- 1958 : Le Gorille vous salue bien de Bernard Borderie
- 1959 : Le Grand Chef d'Henri Verneuil (film franco-italien)
- 1959 : Nathalie, agent secret d'Henri Decoin (film franco-italien)
- 1959 : Le Mariage de Figaro de Jean Meyer
- 1959 : Signé Arsène Lupin d'Yves Robert
- 1960 : L'Affaire d'une nuit d'Henri Verneuil
- 1960 : La Main chaude de Gérard Oury
- 1960 : Le Passage du Rhin d'André Cayatte (film franco-germano-italien)
- 1961 : La Mort de Belle d'Édouard Molinaro
- 1961 : Les lions sont lâchés d'Henri Verneuil (film franco-italien)
- 1961 : Cause toujours, mon lapin de Guy Lefranc
- 1961 : La Bride sur le cou de Roger Vadim
- 1961 : Tendre et Violente Élisabeth d'Henri Decoin
- 1962 : Arsène Lupin contre Arsène Lupin d'Édouard Molinaro (film franco-italien)
- 1962 : Un singe en hiver d'Henri Verneuil
- 1962 : L'Empire de la nuit de Pierre Grimblat
- 1962 : Une grosse tête de Claude de Givray
- 1963 : Mélodie en sous-sol d'Henri Verneuil (film franco-italien)
- 1963 : Bébert et l'Omnibus d'Yves Robert
- 1964 : Week-end à Zuydcoote d'Henri Verneuil (film franco-italien)
- 1964 : La Vie conjugale d'André Cayatte : Jean-Marc ou la Vie conjugale (1er volet) et Françoise ou la Vie conjugale (2e volet) (films franco-germano-italiens)
- 1964 : Une ravissante idiote d'Édouard Molinaro
- 1964 : Cent mille dollars au soleil d'Henri Verneuil (film franco-italien)
- 1965 : Piège pour Cendrillon d'André Cayatte (film franco-italien)
- 1965 : Le Tonnerre de Dieu de Denys de La Patellière
- 1965 : Les Copains d'Yves Robert
- 1965 : Pas de caviar pour tante Olga de Jean Becker
- 1966 : Du rififi à Paname de Denys de La Patellière
- 1966 : La Vingt-cinquième Heure d'Henri Verneuil (film franco-italo-roumano-yougoslave)
- 1967 : Peau d'espion d'Édouard Molinaro (film franco-germano-italien)
- 1967 : Belle de jour de Luis Buñuel
- 1968 : Le Tatoué de Denys de La Patellière (film franco-italien)
- 1968 : La Bataille de San Sebastian d'Henri Verneuil (film franco-américano-italo-mexicain)
- 1969 : Sous le signe du taureau de Gilles Grangier
- 1969 : Clérambard d'Yves Robert
- 1969 : Les Chemins de Katmandou d'André Cayatte
- 1971 : Un cave de Gilles Grangier
- 1971 : Mourir d'aimer d'André Cayatte (film franco-italien)
- 1971 : La Saignée de Claude Mulot (film franco-italien)
- 1972 : Au rendez-vous de la mort joyeuse de Juan Luis Buñuel (film franco-italien)
- 1974 : Verdict d'André Cayatte
- 1977 : À chacun son enfer d'André Cayatte (film franco-allemand)
- 1978 : La Raison d'État d'André Cayatte (film franco-italien)
- 1978 : L'Amour en question d'André Cayatte